# 교토 신문

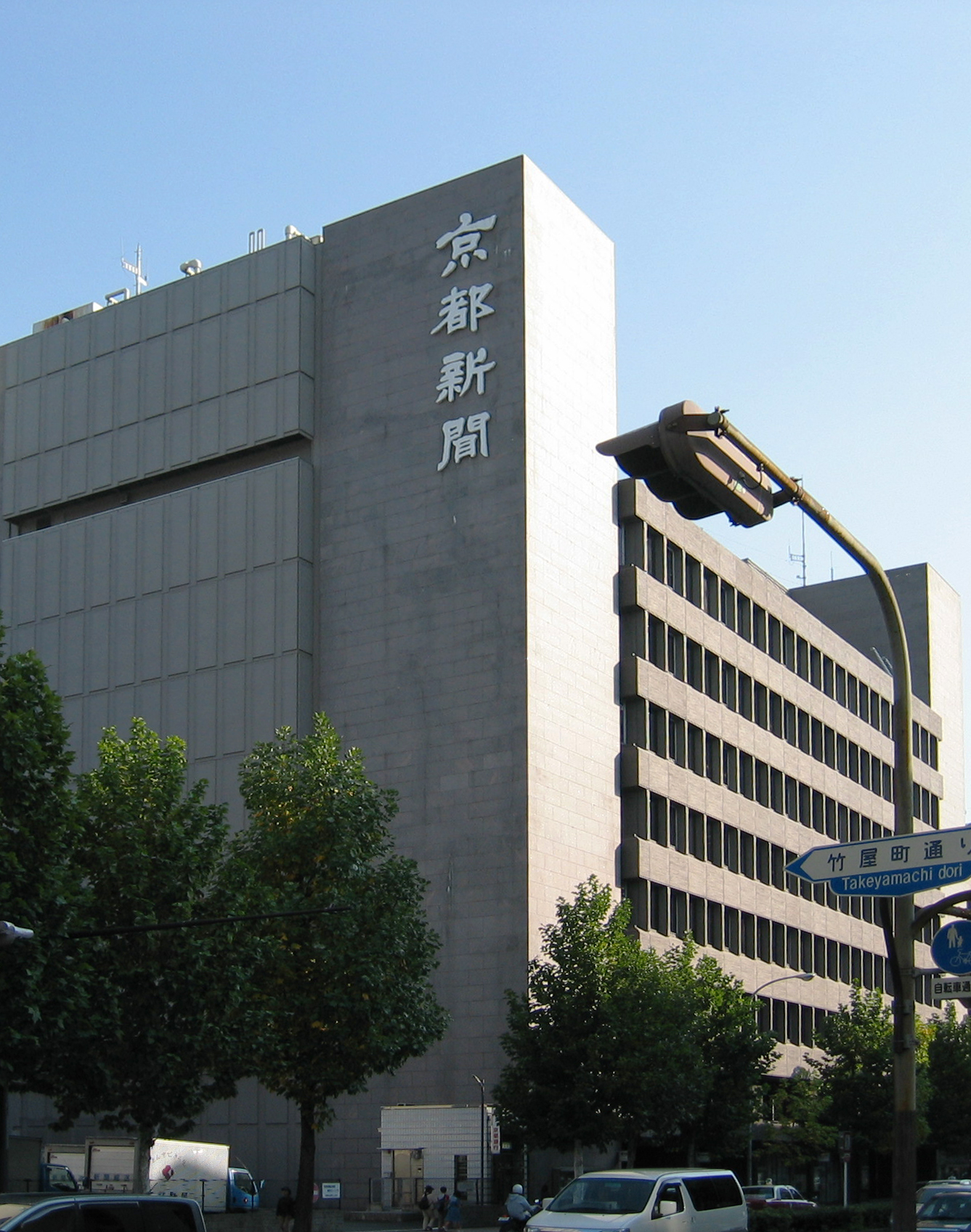

교토 신문(京都新聞)은 교토부의 지역 신문이다. 최초로 발간된 매거진은 1879년 6월 9일(메이지 12년)으로, "교토 쇼지 진포"라는 경제 전문 잡지이다. 슬로건은 "오늘 내가 감당할 수 없는 것은 휴식"이며, 회사의 모토는 "우리는 정의를 유지한다."와 "우리는 자유를 보호한다." 그리고 "우리는 진실을 유지한다." 등이 있다. 기업의 철학은 음성 보고를 기반으로 하는 포괄적인 정보 활동을 통해 인간 사회를 만드는 것이다.